# Хорватська соціал-ліберальна партія
Хорва́тська соціа́л-лібера́льна па́ртія (хорв. Hrvatska socijalno liberalna stránka, HSLS) — хорватська консервативно-ліберальна політична партія. Партія є членом Ліберального Інтернаціоналу і Європейської партії ліберальних демократів і реформаторів.

## Історія
ХСЛП була утворена 20 травня 1989 року як Хорватський соціал-ліберальний союз (хорв. Hrvatski socijalno liberalni savez). Це була перша хорватська політична партія, що утворилася після повторного введення багатопартійної системи. Її першим керівником був Славко Гольдштайн.
ХСЛП стала головною опозиційною партією після президентських і парламентських виборів 1992 року і залишалася такою до кінця 1990-х. У 1998 році було створено постійну коаліцію ХСЛП із Соціал-демократичною партією, яка перемогла на виборах через два роки, замінивши правлячий Хорватський демократичний союз, і сформувала новий уряд разом з чотирма іншими партіями. Однак, після розколу партії в 2002 році ХСЛП пішла з уряду.
Під час парламентських виборів 2003 року, союз ХСЛП і Демократичного центру виграв 4,0% голосів виборців і 3 зі 151 місць. Після виборів ХСЛП підтримує уряд Іво Санадера. Партія залишалася в урядових коаліціях, поки 10 липня 2010 року Даринко Косор, лідер хорватської Соціал-ліберальної партії, оголосив про рішення своєї партії вийти з правлячої коаліції. Починаючи з 14 липня 2010 року, ХСЛП не має представників у парламенті вперше в історії партії.
| Політика | Це незавершена стаття про політику. Ви можете допомогти проєкту, виправивши або дописавши її. |